# Embalse de Zahara-El Gastor
El embalse de Zahara-El Gastor está situado en el noreste de la provincia de Cádiz. Pertenece a la Demarcación Hidrográfica del Guadalete-Barbate. Abarca terrenos de los municipios de Zahara de la Sierra y El Gastor.

## Historia
Previamente a su construcción había un puente de valor artístico era el conocido como "Puente romano de Zahara de la Sierra", que fue desmontado al crear el embalse. A pesar de la promesa de reconstruirlo, nada queda de él. Algunas fuentes apuntan a un origen romano

## Uso
La imagen del pantano aparece frecuentemente en televisión como atractivo turístico de Andalucía.
El embalse es un gran atractivo turístico de Zahara, pues además del efecto estético (el embalse se observa desde el balcón de su plaza mayor y el embalse se refleja el pueblo desde sus otillas), también se usa para actividades al aire libre, como pruebas de natación (travesías, triatlones, kayak, hidropedales, competiciones de pesca, en el Área Recreativa La Puente (El Mogote) y el Centro de Ocio y Deportivo El Higuerón. Además rutas paisajísticas por el contorno del embalse de (senderismo, equitación y ciclismo desde el Centro de Ocio y Deportivo El Higuerón hasta el Área Recreativa de Arroyomolinos - La Playita y viceversa.
A orillas del embalse hay un restaurante mirador en el Área Recreativa La Puente (El Mogote).
En Arroyomolinos, afluente que desemboca en el Embalse de Zahara-El Gastor (río Guadalete) se ubica el Área Recreativa de Arroyomolinos - La Playita en el término municipal de Zahara de la Sierra.

## Galería de imágenes

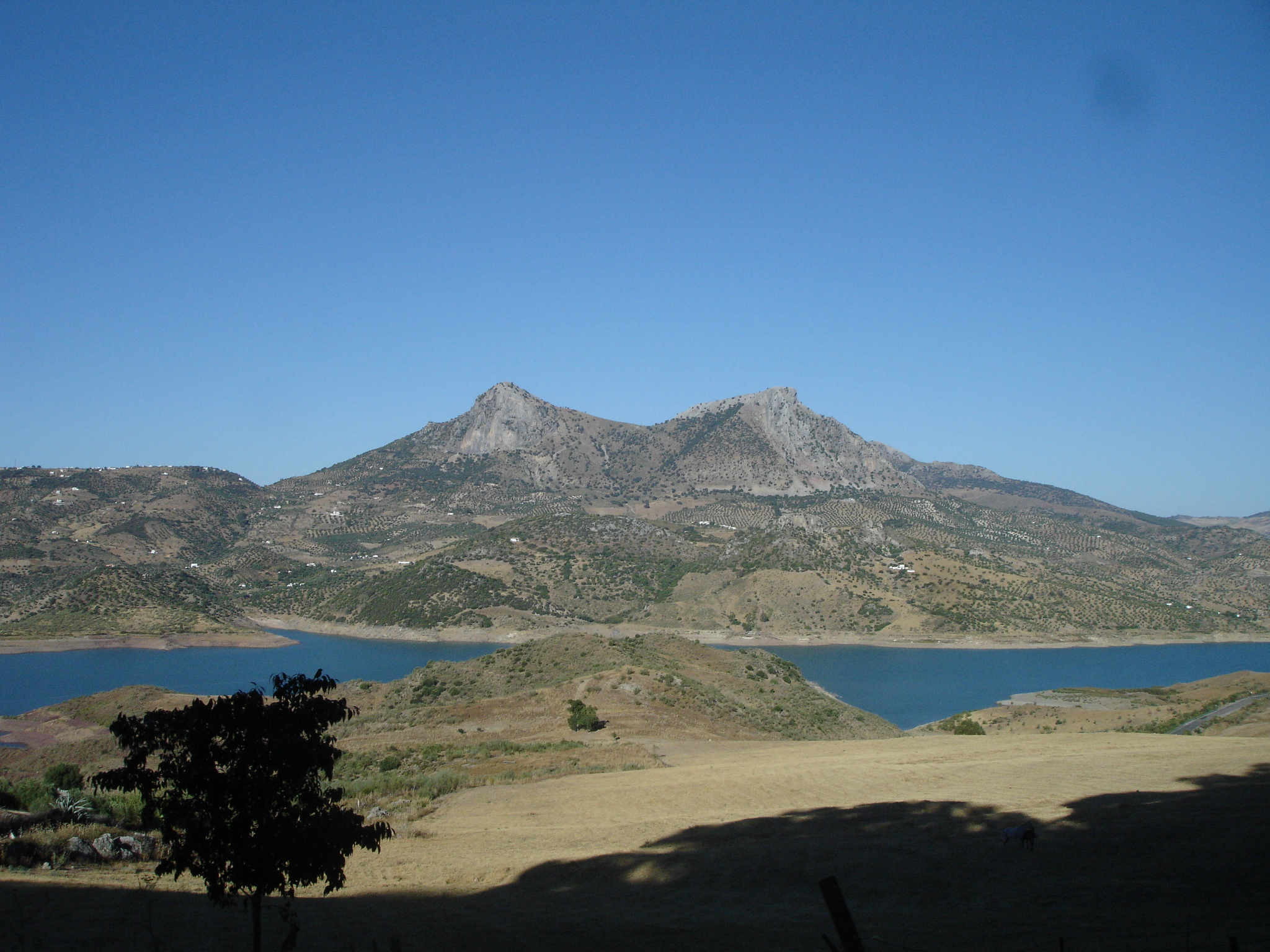
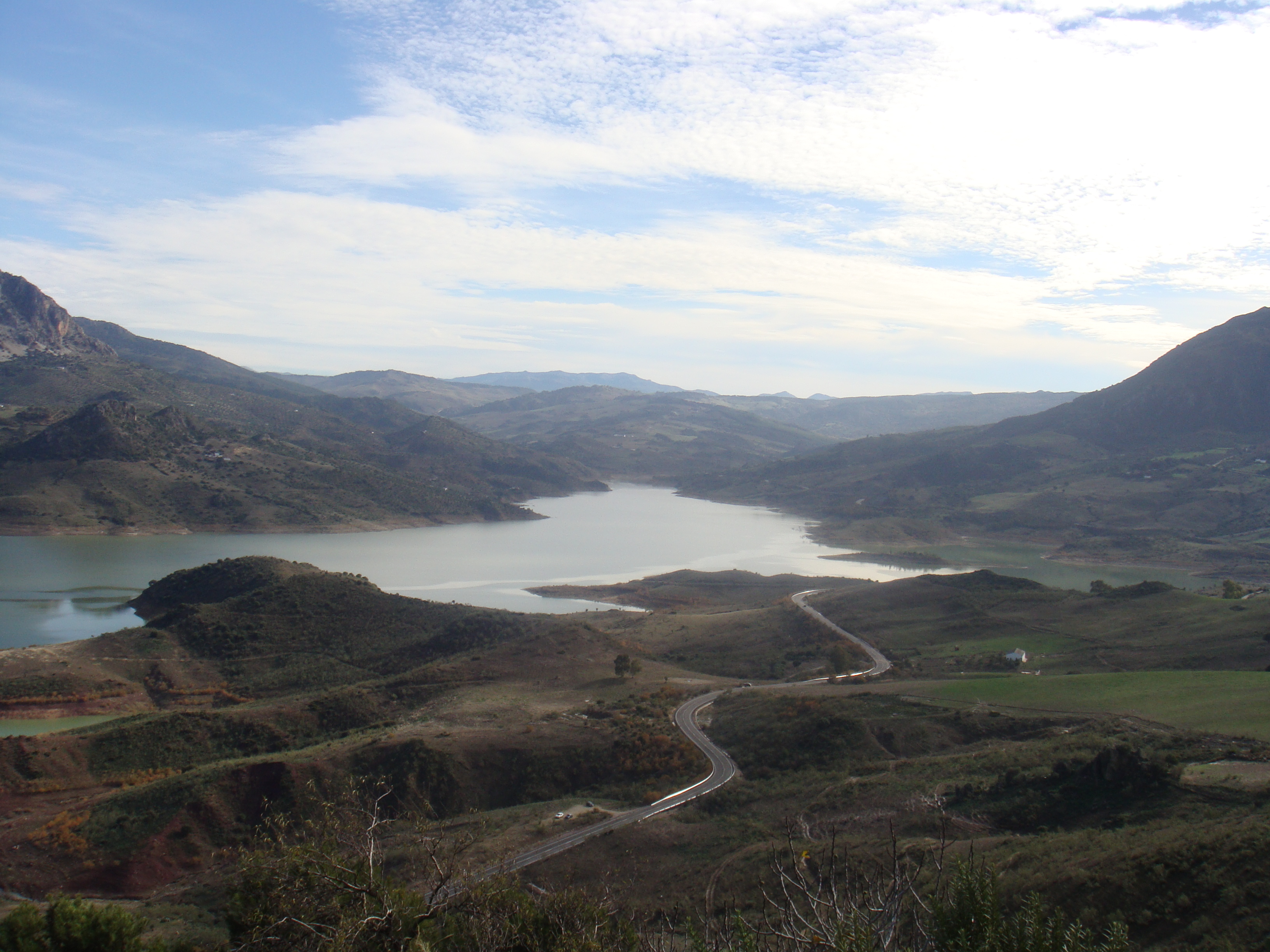
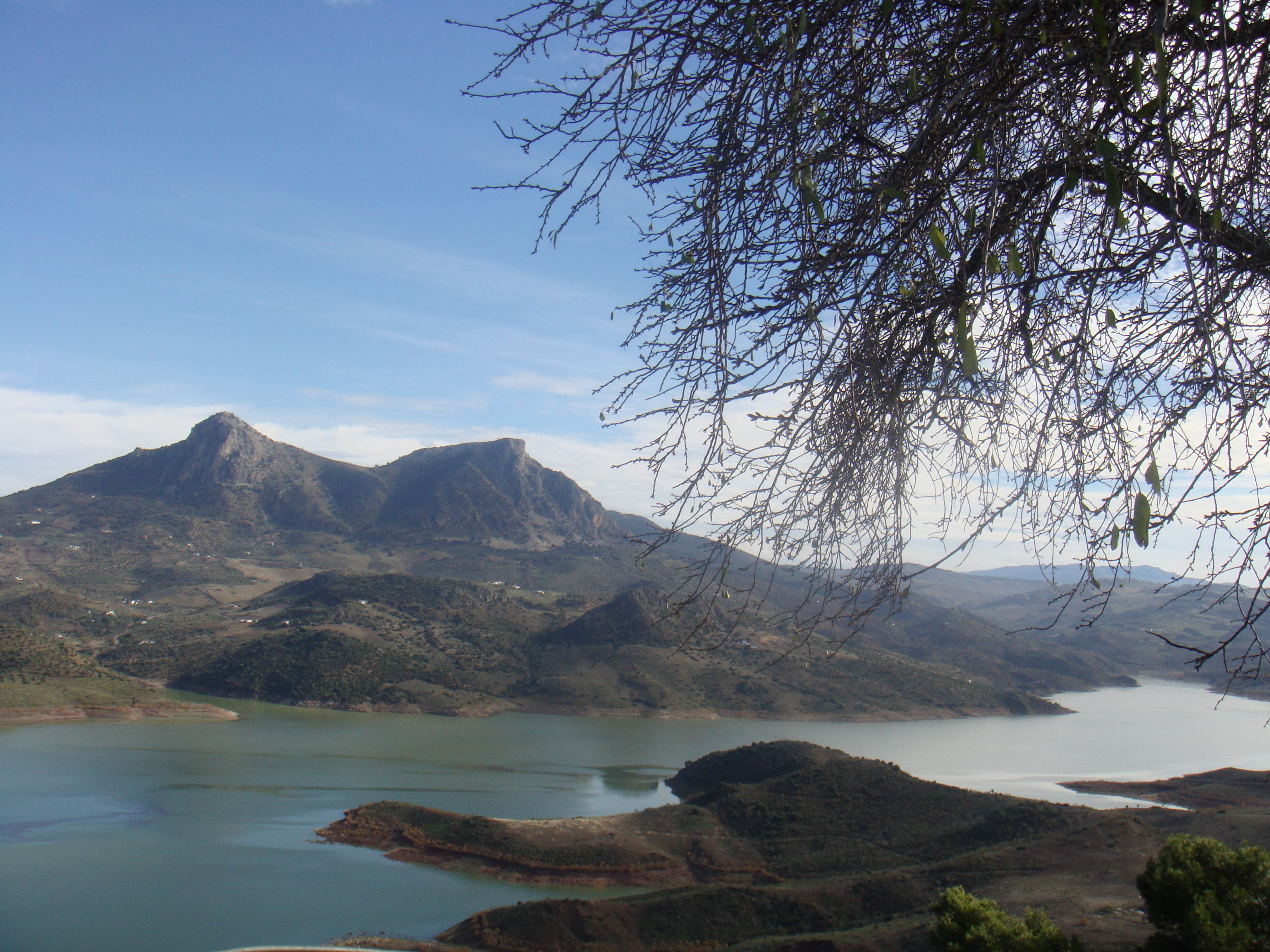
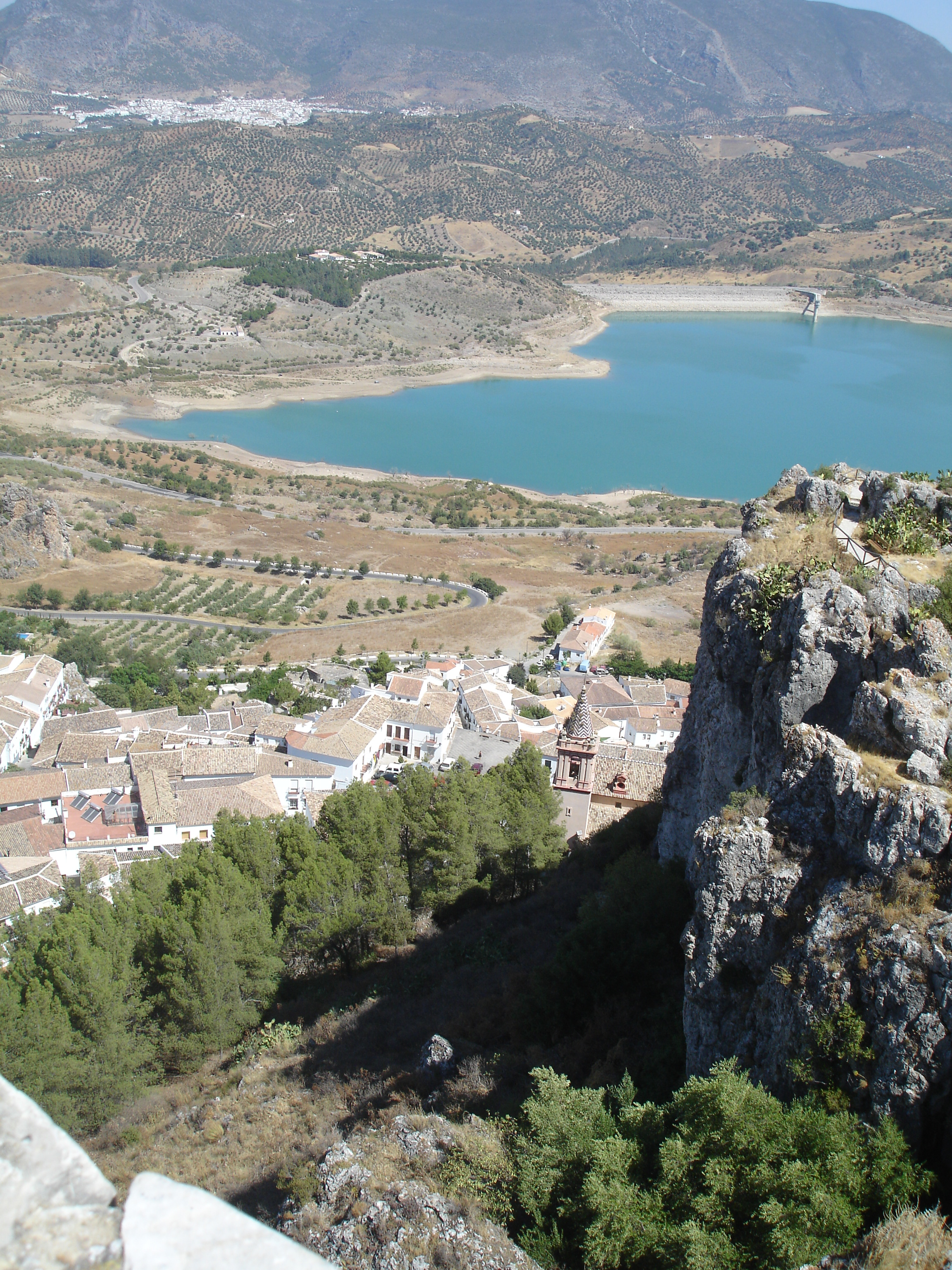
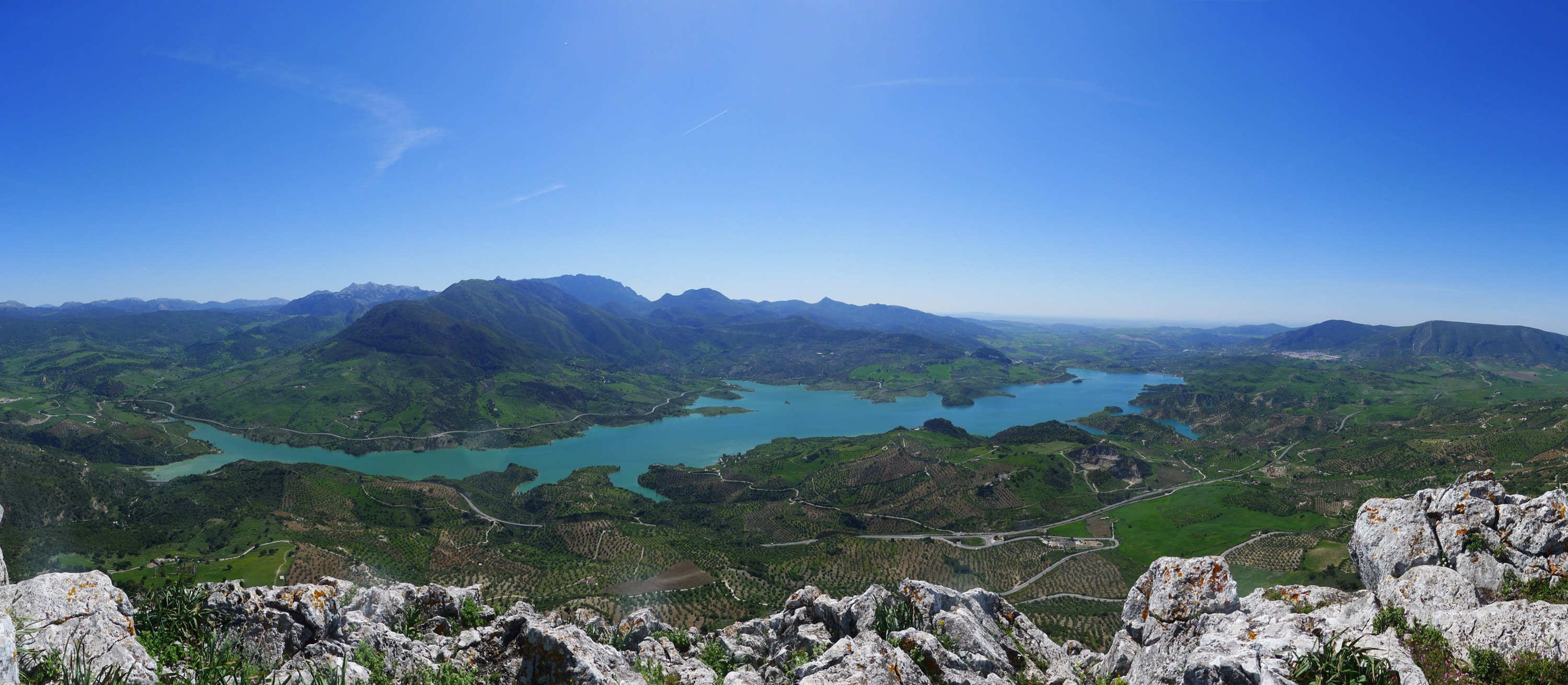